# Bob Binn
Bob Binn ist ein von Edouard Aidans im humoristischen Stil gezeichneter frankobelgischer Comic.
Die Abenteuer des Fotoreporters Bob Binn erschienen erstmals 1960 in der belgischen und französischen Ausgabe von Tintin sowie in der niederländischen Version Kuifje. Zunächst schrieb André-Paul Duchâteau kurze illustrierte Rätselkrimis, die nach und nach von Fortsetzungsgeschichten abgelöst wurden. Der Wechsel zu Kurzgeschichten erfolgte 1963 mit den Texten von Jacques Acar. Später kamen noch taschenbuchformatige Kurzgeschichten in Tintin Sélection und Kuifje Pocket heraus.
Pan Pan veröffentlichte 2013 ein Album.

## Albenlange Geschichten
- Bob Binn contre X.Y.Z. (1960)
- La Course aux millions (1961)
- L’Ombre du chevalier (1963)